# Cibitung (Buahdua)
Cibitung is een bestuurslaag in het regentschap Sumedang van de provincie West-Java, Indonesië. Cibitung telt 1684 inwoners (volkstelling 2010).